# OpenAthens
OpenAthens は情報技術サービスを提供するイギリスの非営利団体であるJiscが提供しているアイデンティティ管理サービスである。
アイデンティティプロバイダ (IdP) はユーザー名をクラウドやローカル、またはその両方で保持できる。 ADFSや LDAP 、SAMLとの統合がサポートされている  。
出版社(SP)用OpenAthensは、サービスプロバイダ向けのソフトウェアで、複数のプラットフォームやフェデレーションに対応している。

## 歴史
1996年、バース大学が自らと他大学のIT調達コストを削減するためにAthensプロジェクトを立ち上げた。 Eduservは、バース大学から慈善団体として独立し、1999年に非営利団体として設立された。
このサービスは当初、ギリシャ神話の知識と学習の女神にちなんで Athena（アテナ）と名付けられていた。名前の変更は、一般的なタイプミスが原因の一つであると噂されているが、実際にはAthenaという名前がすでに商標登録(EU000204735) されているためであった。1997年に「Athens」としてサービスを開始し (UK00002153200)、2007年に「OpenAthens」に名称を変更し、2015年に更新された (EU013713821)。